# Das Halsband der Königin

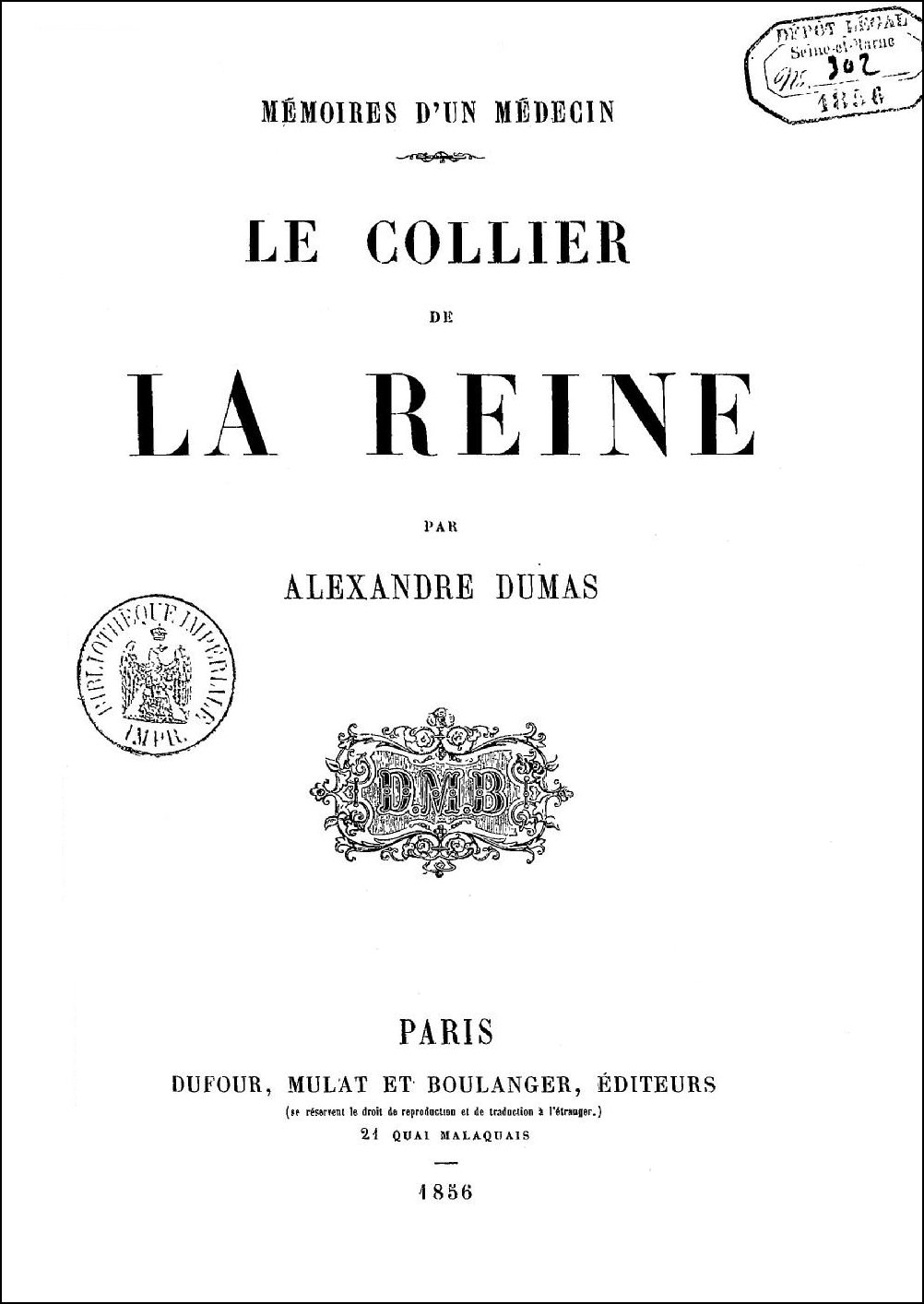
Titelseite einer 1856 erschienenen Ausgabe von Alexandre Dumas’ Roman Le Collier de la reine

Das Halsband der Königin (frz. Originaltitel Le Collier de la reine) ist der zweite Teil der vierbändigen Romanreihe Memoiren eines Arztes des französischen Autors Alexandre Dumas d. Ä., zu der auch Joseph Balsamo, Ange Pitou und Die Gräfin von Charny gehören. Beginnend mit Joseph Balsamo, veröffentlichte Dumas die Romanreihe zwischen 1846 und 1855 in den Feuilletons der Pariser Zeitung La Presse.
Der Roman behandelt in nicht ganz authentischer Weise die Halsbandaffäre rund um Marie-Antoinette, Kardinal de Rohan, die Gräfin de la Motte und den Grafen Cagliostro im Jahr 1785. Dumas veröffentlichte dieses Werk mit dem Originaltitel Le Collier de la reine ab 1849.

## Inhalt
Der Kardinal de Rohan verehrt die französische Königin Marie-Antoinette, bei der er aber in Ungnade gefallen ist, was ihm schwer zu schaffen macht. Durch die listige Gräfin de la Motte wird ihm von einem überaus wertvollen Diamantencollier berichtet, das der Königin von den Juwelieren Böhmer und Bossange zum Kauf angeboten wurde, das sie aber, da sie weiß, wie schlecht es um die französische Staatskasse steht, ablehnen musste. La Motte, eine verarmte Nachfahrin aus dem Hause Valois, welche die Königin einige Male besucht hat, überredet den Kardinal, Marie-Antoinette das Geld für den Kauf des Colliers vorzustrecken, und verspricht ihm dafür die Huld der hohen Dame, die dieser sich so sehr wünscht.
Der Schmuck wird daraufhin also gekauft und Rohan erhält als Dank für seine Ausgaben ein nächtliches Stelldichein in den Apollobädern in den Gärten von Versailles. Die Monate vergehen, und allmählich werden die Juweliere, denen bisher nur die erste Rate für ihr Schmuckstück bezahlt wurde, unruhig. Schließlich wenden sie sich an die Königin selbst. Der Aufruhr ist groß. Die Königin bestreitet, je den Kauf des Colliers unterstützt zu haben. Der Kardinal wird festgesetzt und verteidigt sich seinerseits, indem er das geheime Stelldichein ausplaudert. Die Königin ist entrüstet, der Kardinal ist tief gekränkt, der Schmuck aber bleibt verschwunden.
La Motte hatte in Wirklichkeit Briefe der Königin gefälscht, dem Kardinal in den Apollobädern eine Doppelgängerin Marie-Antoinettes präsentiert (Nicole, die schon im ersten Band der Romanreihe erwähnt wurde und die dem Leser nun als Mademoiselle Olivia begegnet), schließlich das Halsband erhalten, die Diamanten aus den Fassungen gebrochen und über Mittelsmänner zu verkaufen versucht. Der oberste Marionettenspieler ist Giuseppe Balsamo, der unter dem Namen Cagliostro in Paris seiner verschwörerischen Tätigkeit nachgehend, die gesamte Intrige ausgetüftelt hat. Genau wie die La Motte wird auch er verhaftet, kommt aber bald darauf wieder frei, da man ihm nichts nachweisen kann, während die Gräfin Anfang 1786 öffentlich gebrandmarkt, ausgepeitscht und dann lebenslang eingesperrt wird.
Den wirklichen Schaden allerdings hat die an sich unschuldige Marie-Antoinette. Das Prestige des Königtums hat unter der Affäre schwer gelitten. Der Plan Balsamos, es in den vollständigen Ruin zu treiben, ist einen großen Schritt weitergekommen.
Ein Nebenstrang des Romans erzählt die Liebesgeschichte des jungen Grafen Olivier de Charny und der Königin Marie-Antoinette, in die auch die dem Leser des ersten Bandes bekannten Geschwister Philippe und Andrea de Taverney verstrickt sind. Der gerade aus Amerika heimgekehrte Olivier ist in seiner Jugendlichkeit nicht nur feurig, sondern auch unachtsam. Als Ludwig XVI. eines Tages in einem Moment auftaucht, da Charny der Königin zu deren Füßen seine Liebe gesteht, erklärt Marie-Antoinette ihrem Gatten, der junge Graf hätte um die Hand ihrer Zofe Andrea angehalten. So muss denn Andrea, die Olivier selbst leidenschaftlich verehrt, in eine Pflichtheirat einwilligen in dem Bewusstsein, dass ihr Ehemann sie niemals lieben wird. Philippe seinerseits verlässt die Schwester und Versailles, um auf einer Forschungsexpedition den Tod zu suchen, der ihm im Amerikanischen Unabhängigkeitskrieg verwehrt blieb.